# Hugo Pažur
Hugo Pažur bio je hrvatski nogometaš i nogometni reprezentativac.

## Nogometaška karijera

### Klupska karijera
Igrao je za zagrebačku Concordiju.

### Reprezentativna karijera
Za reprezentaciju odigrao je dvije utakmice. Prva je bila u Krakovu 3. lipnja 1923. protiv Poljske, a druga 28. listopada 1923. protiv Čehoslovačke u Beogradu. Zanimljivost je da su u njegovoj prvoj utakmici za reprezentaciju svi igrači bili iz Hrvatske, a u drugoj su iz Hrvatske bili njih devetorica te samo dvoje iz Srbije.